# Serge III de Naples
Serge III de Naples fut duc de Naples vers 977 à 998.

Selon l'hypothèse de Christian Settipani Serge III de Naples est le fils putatif et successeur du duc Marinus II de Naples et d'une fille anonyme du duc d'Amalfi Sergius Ier. Dans ce contexte il serait le frère d'Emilia senatrix, ducissa fille putative du même couple et épouse de Jean III de Gaète. Il a comme fils et successeur Jean IV de Naples.